# Шрамченко, Святослав Александрович
Святосла́в Алекса́ндрович Шра́мченко (3 (15) мая 1893 — 24 июня 1958) — юрист, мичман флота (1917); с 1918 года — украинский военный и общественный деятель, филателист, писатель–мемуарист.

## Биография
Родился в губернском городе Баку, в православной дворянской семье. Его отец, Александр Николаевич Шрамченко (1859—1921), был выпускником киевского Императорского университета Святого Владимира, — учитель, деятель культуры и этнограф, происходил из старинного казацкого рода Шрамченко Черниговской губернии.
Святослав Шрамченко окончил гимназию в Киеве, затем — юридический факультет Императорского Санкт-Петербургского университета.
Во время Первой мировой войны подлежал призыву на действительную военную службу. В службу вступил добровольно, в Петрограде, юнкером флота на правах вольноопределяющегося 1-го разряда. Служил на Балтийском флоте, на судах мобилизованного Добровольного флота. В декабре 1916 года направлен на учёбу на созданные в Петрограде шестимесячные Курсы гардемарин флота, по окончании которых (оканчивал морское отделение) 05.06.1917 был произведен в мичманы действительной службы. В дальнейшем служил при тех же Курсах адъютантом, одновременно, до конца 1917 года, окончил ускоренный курс старшего (выпускного) класса Александровской военно-юридической академии.
После Февральской революции, вместе с мичманом Билинским, принимал активное участие в украинском национальном движении в Петрограде, на Балтийском флоте. После Октябрьской революции и прихода к власти большевиков, в январе 1918 года прибыл из Петрограда в Киев, в столицу провозглашённой Украинской народной республики.

### Украинский период
В январе 1918 года мичман Шрамченко поступил на службу в украинский Генеральный секретариат морских дел. В качестве старшего адъютанта, Шрамченко принимал участие в подготовке ряда законов об Украинском государственном флоте, был председателем межведомственной геральдической комиссии при Морском министерстве по изготовлению украинских государственных флагов, разрабатывал флотскую символику.
В апреле 1918 года произведенный в лейтенанты Шрамченко прибыл в Севастополь. Там, в качестве представителя Министра морских дел, он встречался с контр-адмиралами Михаилом Остроградским, Николаем Максимовым, и другими адмиралами и офицерами Черноморского флота, с которыми обсуждались условия подчинения флота украинской Центральной Раде.
29 апреля 1918 года, после захвата немецкими войсками Крыма и их выдвижения к Севастополю, Шрамченко присутствовал на церемонии поднятия украинских государственных флагов на отдельных кораблях Черноморского флота. По возвращении в Киев возглавил организационный отдел Министерства морских дел.
На 9 апреля 1919 года — был в составе одного из социалистических правительств Семёна Петлюры ответственным за народное хозяйство.
С 24 апреля и до конца мая 1919 года Святослав Шрамченко был заместителем Министра, а в июне 1919 года временно исполнял обязанности Министра морских дел УНР. 3 июля 1919 года он снова был назначен заместителем Министра.
Святослав Шрамченко принимал активное участие в формировании дивизии морской пехоты в Прикарпатье, вместе с генерал-хорунжим Владимиром Савченко-Бельским создал в Каменец-Подольском Гардемаринскую школу, в которую был назначен адъютантом (заместителем директора).
Потом на министерских постах он уже не фигурирует, но в составе правительства остался, так как был среди подписчиков воззвания « (укр.) Від Уряду Української Народної Республіки», провозглашенного Петлюрой при подписании декларации с поляками от 2 декабря 1919 года, согласно которой Польше передавались Галичина и Волынь.
С 19 мая 1920 года по 10 декабря 1921 года Шрамченко возглавлял Генеральный морской штаб, функции которого исполнял организационно-тактический отдел Военно-морской Управы. До конца своей жизни он в своих многочисленных воспоминаниях всегда представлял себя лейтенантом, изредка — капитан-лейтенантом.

### В эмиграции
После интернирования (в конце 1920 года) украинской армии в Польше Шрамченко попал в лагерь для интернированных украинских военных. Однако знание многих иностранных языков позволило ему поступить на службу секретарём во французскую миссию в Польше. На этой должности он работал с 1921 по 1922 год. Со временем С. Шрамченко поселился в Ченстохове, где с 1924 по 1939 год возглавлял украинскую общину. Был военно-морским историком и публицистом, печатался в эмигрантских журналах «За державність», «Табор», «Літописі Червоної Калини» и других. На его счету свыше 200 работ по военной мемуаристике, написанных на разных языках: «Подъём украинского флага на Черноморской флоте», «Очерк событий в Украинском Черноморском флоте в 1918—1920 годах», «Украинские военно-морские школы 1918—1920 годов», «Закон об украинском флоте и его исполнители» и другие. Он является автором исследований и статей по истории украинского морского флота 1917—1920 годов в книге «Истории украинского войска» (издательство И. Тиктора, 1936 и 1953). В эмиграции С. Шрамченко был главным инициатором праздника «Дня украинского моря».
В это же время он был внештатным корреспондентом издаваемого в Вене И. Туриным журнала «Украинский филателист». С 1941 по 1944 год он возглавлял Украинский комитет помощи в Хелме (Генерал-губернаторство), с 1945 по 1950 год — Украинский комитет помощи в Эрфурте (Германия). С 1944 года жил в Западной Германии.
В 1950 году Святослав Шрамченко переехал в Филадельфию (США). Там ему была предложена служба в американском флоте, однако — при условии хорошего знания английского языка. Являлся членом Украинского народного союза (УНС, укр. Український народний союз). В газете «Свобода» вел колонку военно-морских новостей, являлся автором ряда других статей в этой же и в других американских газетах.
Шрамченко занимался также музейным делом в украинской диаспоре. В частности, им был сохранен первый флаг ВМС Украины, который теперь находится в Украинском национальном музее в Чикаго.
Согласно официальной информации, С. А. Шрамченко умер 24 июня 1958 года от сердечного приступа. Похоронен на кладбище Украинского православного собора святого Андрея Первозванного в Саут-Баунд-Бруке (англ. South Bound Brook, штат Нью-Джерси). Однако существует противоречивое посмертное упоминание о Святославе Шрамченко, которое оставил позднее украинский писатель-эмигрант Владимир Беляев. В своей повести «На неокраянім крилі…» он, очевидно, ошибочно (перепутав Шрамченко с кем-то ещё) отмечает, что «бывший старший лейтенант флота УНР Святослав Шрамченко», в числе других приглашенных гостей, якобы присутствовал на собрании украинской интеллигенции 19 января 1959 года, посвящённом встрече писателя Ивана Багряного.

## Вклад в филателию
С. Шрамченко известен также как исследователь украинских денежных знаков, почтовых марок, коллекционер, филателист. В его коллекции было около 16 000 различных государственных и негосударственных марок Украины.
Первая его статья «I francobolli della posta campo dell’uкraina nel 1920» («Почтовые марки Украины в 1920 году») вышла в 1923 году в итальянском филателистическом журнале «La Rivista Filatelica d’Italia» в Генуе на итальянском языке. В следующем 1924 году он опубликовал свои статьи и исследования уже в девяти европейских журналах на немецком, английском, французском, итальянском, польском и русском языках. В 1925 году в Вене появился первый украиноязычный филателистический журнал «Украинский филателист», тогда же в Париже был основан культурологический украиноязычный журнал «Тризуб», где также печатались филателистические публикации С. Шрамченко.
Статьи Шрамченко публиковались также в австрийско-немецком журнале «Sammler-Woche» (Мюнхен), немецких «Illustriertes Briefmarken-Journal» (Лейпциг) и «Deutsche Sammler-Zeitung» (выходил в городе Борна близ Лейпцига), английском «The West End Philatelist» (Лондон), польских варшавских «Nowy Filatelista», «Filatelista Polski» и «Filatelista», львовском «Kurier filatelistyczny» и «Echo Filatelistyczne» (Лодзь), швейцарском «Schweizer Illustrierte Briefmarken-Zeitung» (Берн), московском журнале «Советский филателист». Ещё через два года его публикации появились уже в 19 журналах на восьми языках: помимо уже перечисленных, в журналах «Donaupost» (Братислава), «L’Écho de la timbrologie» (Амьен), «Weekly Stamp Collecting» (Лондон), «Ilustrowany Przegląd Filatelistyczny» (Торунь), «Madrid Filatelico» (Мадрид), «Le Timbre-Poste» (Бишвиллер, Рейн Нижний), «Der Tag des Markensammlers» (Вена), «Germania Berichte» (Лейпциг), «Украинский филателист» (Вена), «Český Filatelista» (Прага), «Lijaojan-Manchur a» (Маньчжурия), «Le Philatéliste Belge» (Брюссель), «„Діло“ і „Світ“» (Львов), «Тризуб» (Париж), «Россика» (Игало, Белая Церковь, Шанхай, Пассек). К 1939 году Шрамченко имел более 100 публикаций на восьми языках в 23 преимущественно филателистических журналах 12 стран Европы и Азии: Германии, Австрии, Чехословакии, Италии, Англии, Франции, Польши, Испании, Швейцарии, СССР, Югославии, Китая.
Во время Второй мировой войны и некоторое время после её окончания Шрамченко временно выпадает из активной общественной филателистической жизни. В последние годы пребывания в Германии (1948—1949) он публикует в культурно-просветительских украинских журналах «Час», «Украинские вести» и «Неделя», выходивших в Германии, и в журнале «Наш клич», издававшимся в Буэнос-Айресе, несколько небольших обзорных статей по украинской филателии.
После переезда в США Шрамченко активизируется как публицист, однако ничего нового или существенного в его публикациях, которых набралось более сотни, нет. Свои статьи обзорного и информативного характера, главным образом из довоенной тематики, он публиковал преимущественно в культурно-просветительских украинских газетах «Америка», «Свобода», «Шлях» (США), «Наш Клич» и «Українське Слово» (Буэнос-Айрес), «Новий Шлях» (Канада), в научно-популярном сборнике «Летопись Волыни». Время от времени он публиковался также и в филателистических журналах — украиноязычном американском журнале «Филателист» (под этим названием он выходил в 1951—1955 годах) Союза украинских филателистов и нумизматов, в швейцарском франко-немецкоязычном «F. Kronenberg-Sommer: Fotostates», в лондонском «The British Journal of the Russian Philately», филадельфийском «Россика» («Rossica»); в последнем он публиковал одинаковые статьи на русском и английском языках.
Продвижение и популяризацию украинской филателии в мире С. Шрамченко считал важной миссией в своей жизни. Однако полагал, что для достижения этой цели все средства оправданы. Шрамченко пытался вызвать интерес к украинской почтовой марке, сообщая время от времени интригующие домыслы о «редкостях». Его статьи часто содержали утверждения, документально неподтверждённые. Он успешно создавал различные инсинуации. Многие филателисты знали об этом, но, не имея возможности проверить многие из его «открытий», часто не знали, как на них реагировать. Не желая на основании одних только сомнений предъявлять ему обвинение во лжи, большинство из них просто игнорировали его или рассматривали со скептицизмом все его статьи. По некоторым сведениям, Святослав Шрамченко был даже лично причастен к появлению нескольких сомнительных марочных «выпусков» Украины в начале 1920-х годов.

## Семья
Был женат и имел сына. Имя жены — Мария Александровна, сына — Ростислав. Жена и сын были членами УНС; сын был студентом университета в Филадельфии.

## Оценка личности
Современница С. Шрамченко Лидия Волконская в своих воспоминаниях даёт следующее описание его личности:
Святослав был убежденный приверженец украинского национализма, вдовец, …он и по своей наружности и по характеру, очень располагал к себе. Волосы у него были волнистые, русые; брови, широкие и густые, немного прикрывали, затаённые под ними, серые глаза; черты и выражение лица мягкие, приятные и сам он, никого не осуждающий, никому не приносящий неприятности, был тихий и добрый.
В Российской империи Шрамченко служил некоторое время в каком-то торговом флоте. Чин офицера и красивый мундир моряка произвели на него неизгладимое впечатление: он всю жизнь придерживался этого вида. В Ромейках Шрамченко носил всегда морскую форму. Чтобы придать ей и себе больше стиля, он никогда не выпускал трубки из рук, если не держал её во рту, слегка попыхивая. Над его белыми штанами и синим блейзером, украшенном всякими нашивками и значками, над этим его „морским“ видом у нас в Ромейках слегка, но добродушно, подшучивали.
Что касается его украинства, то мы думали, может быть, ошибочно, что оно ему было выгодно: как украинец, он сразу выделился среди других, получил чин капитана и вообще становился на виду. Будучи же русским незначительным офицером он затерялся бы в общей их массе и ничего заметного из себя не представлял бы.

В Ченстохове у Шрамченко была хорошая, на эмигрантские условия, квартира и небольшая бухгалтерская служба в одной торговой фирме. Генерал не скрывал, что пригласил он Шрамченко с задней мыслью, выдать за него Марусю. Когда она об этом узнала, то возмутилась и заявила, что она его видеть не хочет и к нему не выйдет. Однако, ей поневоле пришлось с ним познакомиться, встречаться и разговаривать. А когда, спустя некоторое время, он вторично приехал в Ромейки, то дело кончилось их свадьбой. После неё Маруся с мужем уехали в Ченстохову…

## Избранные труды
(на украинском языке):
- Шрамченко С. Піднесення Українського прапору в Чорноморській флоті // За Державність. — Каліш, 1930. — Ч. 2.
- Шрамченко С. Крейсер «Гетьман Іван Мазепа» // Табор, 1932. — Каліш, 1932. — Ч. 17. — С. 82—84.
- Шрамченко С. Українська Воєнно-морська політика на Кримі у 1917—1918 рр. // Літопис Червоної Калини. — 1932. — Ч. 5.
- Шрамченко С. Український морський міністер — старший лейтенант фльоти М. І. Білінський // Літопис Червоної Калини. — Львів, 1932. — Ч. IX. — С. 17—20.
- Шрамченко С. Українські воєнно-морські агенти в 1918—1920 рр. // Табор. — Каліш, 1932. — Ч. 17. — С. 78—82.
- Шрамченко С. Нарис подій в Чорноморській фльоті в рр. 1918/1920 // Табор. — Варшава, 1933. — № 12. — С. 69—75.
- Шрамченко С. Сучасне побільшення Чорноморської фльоти // Табор. — Варшава, 1933. — № 13. — С. 71—74.
- Шрамченко С. Кораблі Української Чорноморської фльоти в Миколаїві // Табор. — Варшава, 1933. — № 14. — С. 125—126.
- Шрамченко С. Український Морський Генеральний штаб в рр. 1917—1921 // Табор. — Варшава, 1933. — № 16, 17.
- Шрамченко С. Командування Українською Державною фльотою в рр.1918—1920 // Табор. — Варшава, 1933. — № 18. — С. 115—118.
- Шрамченко С. День свята Української Державної Фльоти // Літопис Червоної Калини. — Львів, 1933. — Ч. 6.
- Шрамченко С. Українська морська піхота // Літопис Червоної Калини. — 1934. — Ч. 11. — С. 13.
- Шрамченко С. Український Головний Морський штаб у 1917—1921 рр. // Табор. — Варшава, 1934. — № 21. — С. 47—49.
- Шрамченко С. Закон про державну українську фльоту та його виконавці // За Державність. — Каліш, 1935. — Ч. 5.
- Шрамченко С. Українські Воєнно-Морські Школи (1918—1920 рр.) // Табор. — Варшава, 1935. — № 15. — С. 80—84.
- Шрамченко С. Рідкий Ювилей // Літопис Червоної Калини. — 1937. — Ч. 9. — С. 7.
- Шрамченко С. Повстання Центральних Установ Українського Морського Відомства у 1917 р. // Літопис Червоної Калини. — Львів, 1938. — Ч.1.
- Шрамченко С. Український прапор-гюйс // Літопис Червоної Калини. — Львів, 1939. — Ч. 7.
- Шрамченко С. Український воєнний прапор // Наш клич. — Буенос Айрес, 1952. — Ч. 51.
- Шрамченко С. Гардемарины флота // Морские записки. — 1954. — Том XII. — № 1. — С. 34.
- Шрамченко С. Український воєнно-морський стяг // Америка. — Філадельфія, 1956. — Ч. 86.
- Шрамченко С. Українська воєнна Фльота 1919—1920 рр. // Крип’якевич І., Гнатевич Б., Стефанів З., Думін О., та ін. Історія українського війська (від княжих часів до 20х років XX ст.). [Автор раздела книги/]

## Комментарии
1. На фото, на правой стороне кителя, видны три нагрудные Знаки выпускников учебных заведений, курс которых окончил Шрамченко: (сверху вниз) Военно-юридической академии, университета, Курсов гардемарин флота.
2. ↑  На фото, на правой стороне кителя, видны три нагрудные Знаки выпускников учебных заведений, курс которых окончил Шрамченко: (сверху вниз) Военно-юридической академии, университета, Курсов гардемарин флота.